# Javaquécia
Javaquécia ou Javáquia (em latim: Javachetia; em georgiano: ჯავახეთი; romaniz.: Javakheti; em armênio: Ջավախք; romaniz.: Javakhk’), segundo a Geografia de Ananias de Siracena (século VII), foi uma região histórica do sul da Geórgia e corresponde aos modernos municípios de Acalcalaqui e Ninocminda. Historicamente, fazia fronteira no oeste com o rio Cura e no norte, sul e leste com Xavexécia, Abul-Samsari e Nialiscuri respetivamente.

## História

Limites de Javaquécia sobre as fronteiras da atual Geórgia

Cólquida e diauequi

Javaquécia estava no vale superior do rio Ciro e era dividida em Alta e Baixa Javaquécia/Eruxécia. Segundo Cyril Toumanoff, nos séculos IV/III a.C. pertencia ao Reino da Ibéria farnabázida e estava sob o Ducado de Cunda, na Alta Ibéria.  No século II a.C., o Reino da Armênia artaxíada conquista a Alta Javaquécia e adiciona à Marca Mósquia. No século I, foi recuperada pela Ibéria, mas no século II a Armênia armênia retoma-a. Segundo Moisés de Corene, era um apanágio guxárida, os descendentes de Haico. Eremyan propôs que a Javaquécia Inferior também pertenceu a Armênia como distrito de Gogarena, mas foi perdida em 363 com Xavexécia e Paruar. Em 387, a Alta Javaquécia, que à época também era distrito de Gogarena, quebra seu vínculo com a Armênia. Segundo Eremyan, a Alta Javaquécia tinha 2 675 quilômetros quadrados e a Javaquécia Inferior tinha 1 400.
A Javaquécia Inferior foi incorporada ao arquiducado em 522 e ca. 530 toda a região estava sob controle da dinastia guarâmida. À época, o rei Dachi (r. 522–534) deu Javaquécia a seu irmão Mitrídates VI. Em 588, o príncipe da Ibéria Gurgenes I (r. 588–590), sobrinho de Mitrídates, era senhor de Colarzena e Javaquécia. Cerca de 813/830, estava sob controle dos bagrátidas da Ibéria. Os bagrátidas mantinham Colarzena e Javaquécia, que no começo do século IX estava sob Gurgenes V, filho do príncipe Asócio I (r. 813–826). No século X, estava sob Gurgenes II (r. 918–941), e com sua morte essa propriedade é legada aos outros membros vivos de sua família.
Estava ao sul e sudeste de Mingrélia, alcançando a oeste as montanhas Arsiani e a leste o lago Panavari. Possuía muitas fortalezas, a principal delas Cunda; a Javaquécia Inferior foi batizada Eruxécia em homenagem a uma dessas fortalezas. Ao sul da Alta Javaquécia estava Artani e a nordeste estava Trialécia (Trelca). Cyril Toumanoff sugeriu, apoiando teorias precedentes, que os antigos diauequi das fontes do Reino de Urartu e os daiaeni das fontes do reinado do rei da Assíria Tiglate-Pileser I eram o mesmo povo. Além disso, pensou-ele, a medida que Urartu impôs pressão nessa confederação tribal, ela dividiu-se em dois grupos, um que dá origem aos taocos de Taique/Tao, e outro que dá origem a Javaquécia; propôs que os daiaeni deram origem aos taocos e os diauequi deram origem a Javaquécia.